# 彭水ミャオ族トゥチャ族自治県
彭水ミャオ族トゥチャ族自治県（ほうすいミャオぞくトゥチャぞくじちけん）は中華人民共和国重慶市に位置する自治県。

## 歴史
隋代に彭水県が設置され、1983年に自治県に改編され現在に至る。

## 行政区画
下部に3街道、18鎮、18郷を管轄する。
- 街道:漢葭街道、紹慶街道、靛水街道
- 鎮:保家鎮、郁山鎮、高谷鎮、桑柘鎮、鹿角鎮、黄家鎮、普子鎮、竜射鎮、連湖鎮、万足鎮、平安鎮、長生鎮、新田鎮、鞍子鎮、太原鎮、竜渓鎮、梅子埡鎮、大同鎮
- 郷:岩東郷、鹿鳴郷、棣棠郷、三義郷、聯合郷、石柳郷、走馬郷、芦塘郷、喬梓郷、諸仏郷、桐楼郷、善感郷、双竜郷、石盤郷、大埡郷、潤渓郷、朗渓郷、竜塘郷

## 交通

### 鉄道
- 渝黔都市間鉄道（中国語版）
  - 彭水西駅
- 渝懐線（中国語版）
  - 彭水駅

### 道路
- 高速道路
  -  包茂高速道路
- 国道
  - G211国道
  - G319国道（中国語版）
  - G353国道（中国語版）

## 健康・医療・衛生
- 彭水県人民医院
- 彭水県中医院
- 県婦幼保健計画生育服務中心